# Nina e l'Occhio Segreto di Atlantide
Nina e l'Occhio Segreto di Atlantide è un romanzo per ragazzi della scrittrice veneziana Moony Witcher, quarto volume della serie La bambina della Sesta Luna pubblicato nel 2005.

## Trama
Dopo la morte di LSL nell'esplosione dell'Isola Clemente, Karkon diventa il nuovo sindaco di Venezia: il mago è sopravvissuto immergendosi sott'acqua, dove ha trovato la bara dell'androide Andora, che decide di far tornare in vita. Intanto, mentre José risulta scomparso, Nina e i suoi amici vengono accusati di aver causato la morte di LSL con la Velenosia, che viene trovata a casa di Nina. Questo porta all'arresto di Ljuba e Carlo, che vengono rinchiusi ai Piombi, mentre i cinque bambini sono costretti a nascondersi nel laboratorio di Villa Espasia per non essere catturati dalle guardie. Durante la notte, Nina riesce a sconfiggere la Voce della Persuasione, che rinchiude nel Vaso della Verità, e la mattina dopo parte con gli amici e Max alla ricerca del Quarto Arcano. Il gruppo raggiunge la Cina, dove aiuta il Drago Fiammeggiante Zhu Long a ricongiungersi con la sua compagna Zhu Yin in cambio di sette dei suoi denti, e sconfigge Loui Meci Kian, un androide di Karkon.
Passando per il Triangolo delle Bermude, Nina, Cesco, Fiore, Roxy, Dodo e Max 10-p1 arrivano ad Atlantide, dove vengono raggiunti da Karkon, Andora e José: quest'ultimo ha tradito Nina ed è diventato un allievo del mago. Mentre Karkon recupera la Coppa della Shandà, contenente l'Arcano mancante, Andora protegge Nina uccidendo José. La bambina della Sesta Luna affronta poi Karkon, sottraendogli la Coppa e imprigionandolo gravemente ferito. Andora si dirige a Venezia con Karkon, dove distrugge l'androide Vladimir; Nina, invece, attraversa l'Occhio Segreto di Atlantide con gli amici e arriva al Flatus degli Abissi, un sottomarino che li conduce su Xorax dopo aver liberato Shandà: sulla Sesta Luna, Cesco, Fiore, Roxy e Dodo ricevono un Taldom Lux, diventando alchimisti a tutti gli effetti.
Tornati a Venezia, i bambini pietrificano per l'eternità Karkon, Visciolo, Alvise e Barbessa. Ljuba e Carlo vengono liberati, mentre Nina si accorge di ricambiare i sentimenti che Cesco prova per lei.

## Edizioni
- Moony Witcher, Nina e l'Occhio Segreto di Atlantide, Giunti Editore, 2005, ISBN 88-09-03320-5.
- Moony Witcher, Nina. La bambina della Sesta Luna - Tutta la storia, Giunti Editore, 2005, ISBN 978-88-09-04740-2.
- Moony Witcher, Nina e l'Occhio Segreto di Atlantide, edizione economica, Giunti Editore, 2008, ISBN 978-88-09-74222-2.
- Moony Witcher, Nina. La ricerca degli Arcani – Tutta la storia, Giunti Editore, 2014, ISBN 978-88-09-79413-9.
- Moony Witcher, Nina e l'Occhio Segreto di Atlantide, Giunti Editore, 2014, ISBN 978-88-09-79177-0.